# Nas
Nasir Bin Olu Dara Jones (/nɑːˈsɪər/; sinh ngày 14 tháng 9 năm 1973), nghệ danh: Nas (/nɑːz/), là một ca sĩ hip hop, nhà sản xuất nhạc, diễn viên người Mỹ.

## Danh sách album

#### Album phòng thu
- Illmatic (1994)
- It Was Written (1996)
- I Am... (1999)
- Nastradamus (1999)
- Stillmatic (2001)
- God's Son (2002)
- Street's Disciple (2004)
- Hip Hop Is Dead (2006)
- Untitled (2008)
- Life Is Good (2012)

#### Album hợp tác
- The Album (với The Firm) (1997)
- Distant Relatives (với Damian Marley) (2010)

## Danh sách phim
| Điện ảnh và truyền hình | Điện ảnh và truyền hình              | Điện ảnh và truyền hình | Điện ảnh và truyền hình |
| Năm                     | Phim                                 | Vai                     |                         |
| ----------------------- | ------------------------------------ | ----------------------- | ----------------------- |
| 1998                    | Belly                                | Sincere                 |                         |
| 1999                    | In Too Deep                          |                         |                         |
| 2001                    | Ticker                               | Det. Art "Fuzzy" Rice   |                         |
| 2001                    | Sacred is the Flesh                  | Isa Paige               |                         |
| 2010                    | Hawaii Five-0                        | Gordon Smith            |                         |
| 2013                    | Black Nativity                       | Prophet Isaiah          |                         |
| 2014                    | Hidden Colors 3: The Rules of Racism | (Chính mình)            |                         |
| 2014                    | Nas: Time Is Illmatic                | (Chính mình)            |                         |
| 2016                    | Popstar: Never Stop Never Stopping   | (Chính mình)            |                         |
| 2016                    | The Get Down                         | (Tường thuật)           |                         |
| 2017                    | American Epic: The Big Bang          | (Chính mình)            |                         |
| 2017                    | The American Epic Sessions           | (Chính mình)            |                         |